# Osteozyt
Osteozyten (von lateinisch os ‚Knochen‘ und altgriechisch κύτος kytos, deutsch ‚Zelle‘; Knochenzellen) sind einkernige Zellen, die in einem Lakunensystem in der mineralisierten Matrix des Knochengewebes liegen. Sie entstehen aus Osteoblasten, welche im Zuge der Osteogenese oder des Knochenumbaus eingemauert wurden. Sie liegen damit in einem Hohlraumsystem zwischen den einzelnen Knochenlamellen. Dieses Hohlraumsystem besteht aus Lakunen, in denen der Zellkörper liegt, und feinsten Kanälchen (Canaliculi), in denen sich Zellausläufer befinden. Diese Zellausläufer vernetzen die Osteozyten über Gap Junctions miteinander und dienen dem Austausch von Nährstoffen.
Die Osteozyten füllen diese Hohlräume nicht vollständig aus. Es bleibt ein mit Kollagenfibrillen und interstitieller Flüssigkeit gefüllter Hohlraum frei. Durch dieses System sind die Osteozyten per Diffusion erreichbar. Die Osteozyten registrieren mechanische Belastung und regulieren den Knochenumbau.

## Histologie
Im Präparat ist der zu den Knochenlamellen parallel ausgerichtete Zellkern zu erkennen. Die eigentliche Form der Zelle ist nur in Spezialfärbungen, die das Hohlraumsystem sichtbar machen, in dem die Zellen liegen, zu erkennen.